# George-Boot
Der George-Boot ist ein klassisches, überknöchelhohes unverziertes Herrenstiefelmodell mit drei Schnürlochpaaren und vom Schaftgrundschnitt einem hohen Steilderby ähnlich.

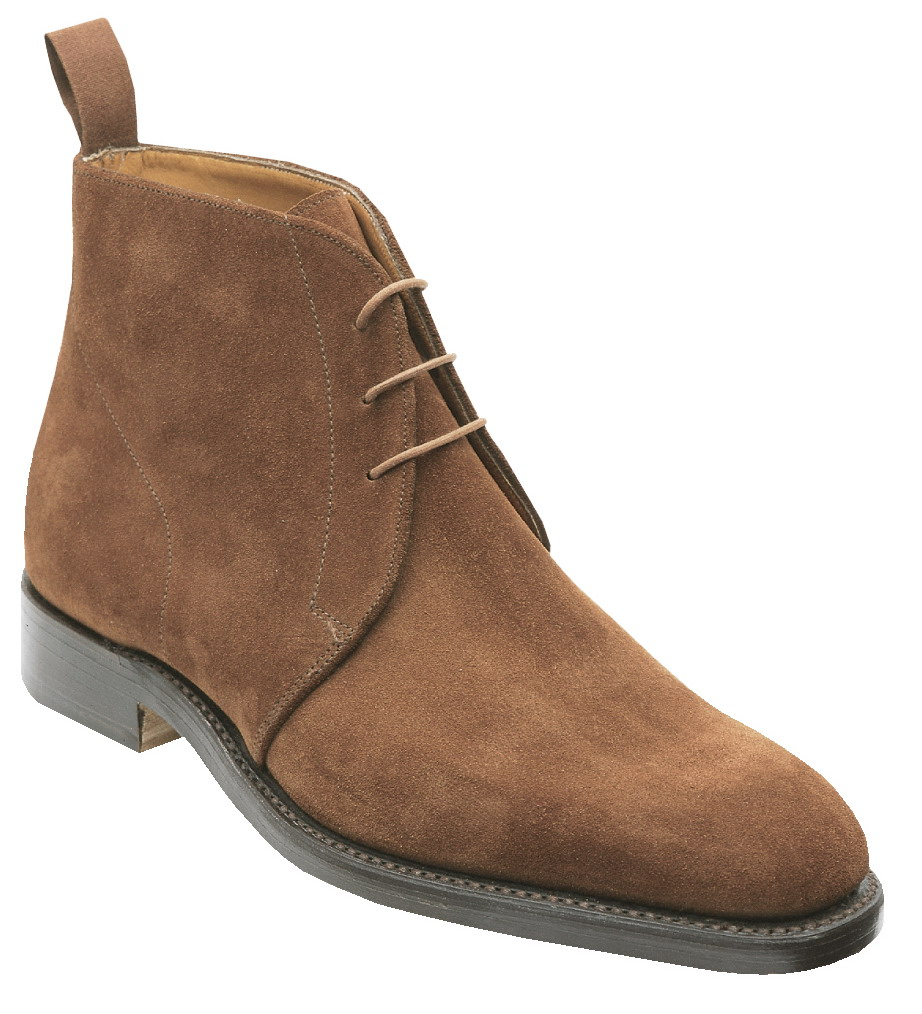
Rahmengenähter George-Boot mit seltenem Raulederschaft (Grenson)

## Historisches
Dieses Herrenstiefelmodell ist 1952 vom britischen König Georg VI. als moderner Uniformschuh entworfen worden. Der Monarch wollte ein luftigeres Stiefelmodell für seine Soldaten als den bis dahin gebräuchlichen Wellingtonstiefel.

## Kennzeichen
Das glatte Vorderblatt und die recht hoch ansetzende Schnürung mit drei Ösenpaaren, verbunden mit der zurückversetzten Vorderkante der hinteren seitlichen Schaftteile (so genannte Quartiere) sorgt bei dem unter dem Hosenbein hervorschauenden Teil des Schuhs für ein glattes, von keiner Schaftnaht oder einem Schnürsenkel unterbrochenes Erscheinungsbild.

## Verwechslungsgefahr
Auf den ersten Blick ist der George-Boot dem Chukka-Boot sehr ähnlich. Doch hat der letztgenannte in der Regel nur zwei Ösenpaare, sowie eine dem Spitzderby ähnliche Vorderkante der Quartiere und ist nicht ganz so hoch geschnitten. Außerdem wird der George-Boot mit einer Ledersohle gefertigt, wohingegen der Chukka-Boot typischerweise eine Kreppsohle hat. Der Chukka-Boot wird meist mit einem Schaft aus  Rauleder gefertigt, der George-Boot zumeist in einer Glattledervariante.

## Verwendung
Der George-Boot ist in seiner Glattledervariante Bestandteil mehrerer britischer Uniformen. Der englische Schuhhersteller Sanders & Sanders (Northampton) ist der Originalausrüster der betreffenden Einheiten und bietet dieses Stiefelmodell in verschiedenen Glattledervarianten auch in seinem normalen Programm an. Im zivilen Bereich ist der Stiefel ein klassisches Herrenschuhmodell, das aufgrund seines relativ hohen Schaftschnitts nicht so leicht in Konflikt mit dem Hosenbeinsaum gerät und als eleganter Stiefel auch mit Geschäftskleidung kombiniert werden kann.